# Sara Bachmann (Naturbahnrodlerin)
Sara Bachmann (* 16. Februar 1995 in Schlanders) ist eine ehemalige italienisch-deutsche Naturbahnrodlerin. Sie startete seit der Saison 2009/2010 im Interkontinentalcup, nahm an der Weltmeisterschaft 2011 teil und gewann die Bronzemedaille bei der Juniorenweltmeisterschaft 2012.

## Karriere

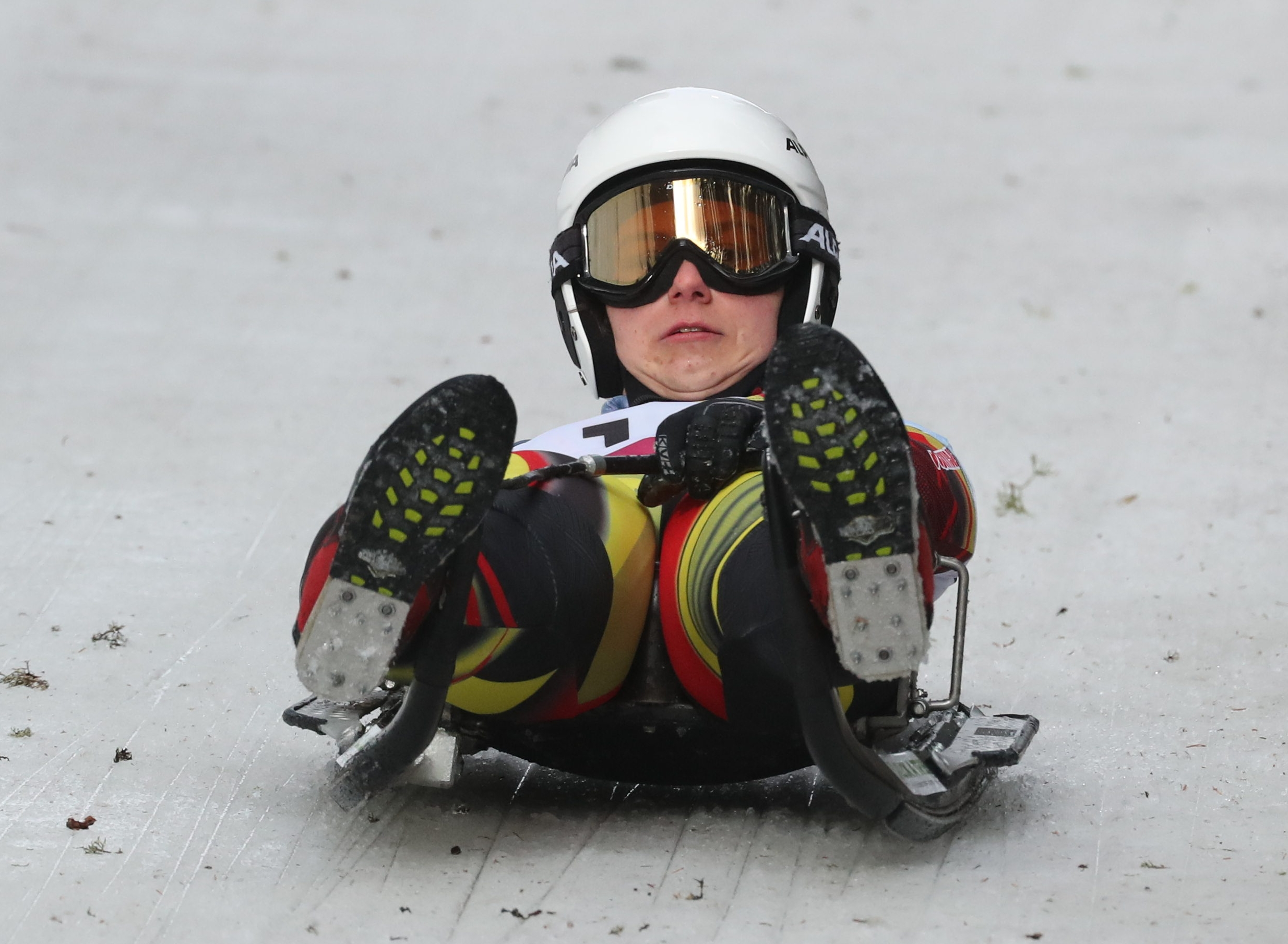
Sara Bachmann beim Weltcup in Mariazell (2022)

Zu Beginn ihrer Karriere feierte Sara Bachmann zahlreiche Erfolge in Nachwuchswettbewerben. Sie wurde in ihrer Altersklasse mehrfache Italienmeisterin und erreichte bei den FIL-Jugendspielen 2008 den zweiten und 2009 den ersten Platz in der Kategorie Jugend II. Seit der Saison 2009/2010 startet Bachmann im Interkontinentalcup. Mit mehreren Podestplätzen belegte sie in der Saison 2009/2010 den sechsten und in der Saison 2010/2011 den siebenten Platz in der Gesamtwertung. Sie konnte sich innerhalb der italienischen Mannschaft für die Teilnahme an der Weltmeisterschaft 2011 in Umhausen qualifizieren. Dort erreichte sie als jüngste Starterin den sechsten Platz im Einsitzer der Damen. Bei der eine Woche später ausgetragenen Junioreneuropameisterschaft 2011 in Laas wurde sie Fünfte. Im nächsten Jahr gewann Bachmann bei der Juniorenweltmeisterschaft 2012 in Latsch die Bronzemedaille. Im Weltcup startete Bachmann erstmals Ende Dezember 2012 in Laas und belegte dabei den vierten Platz.

## Sportliche Erfolge

### Weltmeisterschaften
- Umhausen 2011: 6. Einsitzer
- Sankt Sebastian 2015: 4. Einsitzer
- Vatra Dornei 2017: 4. Einsitzer
- Umhausen 2021: 10. Einsitzer

### Europameisterschaften
- Moos in Passeier 2016: 5. Einsitzer
- Winterleiten 2018: 4. Einsitzer
- Moskau 2020: 11. Einsitzer
- Laas 2022: 10. Einsitzer

### Juniorenweltmeisterschaften
- Latsch 2012: 3. Einsitzer
- Vatra Dornei 2014: 4. Einsitzer

### Junioreneuropameisterschaften
- Laas 2011: 5. Einsitzer
- Nowouralsk 2013: 1. Einsitzer
- Oberperfuss 2015: 2. Einsitzer

### Weltcup
- 2× 5. Gesamtrang im Einsitzer in den Saisonen 2014/15, 2016/17
- 6 Podestplätze